# NGC 2390
NGC 2390 je zvijezda u zviježđu Blizancima. 

## Vanjske poveznice
- SEDS: NGC 2390